# Beas (Huelva)
Pour les articles homonymes, voir Beas.
Beas est une commune de la province de Huelva dans la communauté autonome d'Andalousie en Espagne.

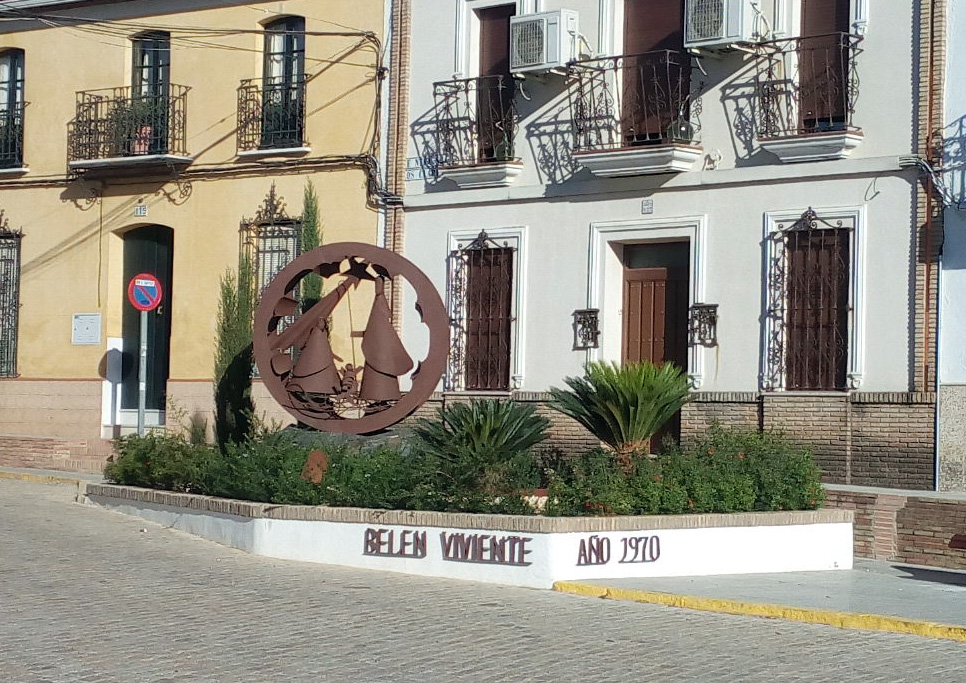